# Трећа лига Црне Горе у фудбалу 2024/25 — Центар
Трећа лига Црне Горе у фудбалу 2024/25 — Центар, било је 19 такмичење у оквиру Треће лиге организовано од стране фудбалског савеза Црне Горе од оснивања 2006. и шесто такмичење организовано након реорганизације Средње регије у Удружење клубова Центар. То је била једна од три регије трећег степена такмичења у Црној Гори у сезони 2024/25. поред регија Југ и Сјевер.
Првак регије Центар за сезону 2023/24. — Зета, првобитно је завршила на другом мјесту у баражу против побједника регије Југ — Будве и побједника регије Сјевер — Ибра и требало је да се пласира у Другу лигу Црне Горе за сезону 2024/25. али је накнадно одлучено да ће остати у Трећој лиги због намјештења утакмице трећег кола баража против Будве. Из Друге лиге у трећу лигу Центар испао је Интернационал.
Такмичење су почела 22 клуба, чиме је постављен рекорд лиге од њеног оснивања, а због великог броја клубова формат је промијењен у односу на претходне сезоне и оформљене су двије групе са по 11 клубова. У обје групе се играло двокружним бод системом, свако са сваким кући и на страни по једном, а због непарног броја клубова у сваком колу је био слободан по један клуб. На крају првенства, двије првопласиране екипе из обје групе играле су доигравање за првака, првопласирани из групе А је играо против другопласираног из групе Б, а првопласирани из групе Б против другопласираног из групе А. Играла се по једна утакмица, а домаћини су били првопласиране екипе из група А и Б. У случају да су се утакмице завршиле неријешено у регуларном дијелу изводили би се једанаестерци. У финалу се такође играла једна утакмица на неутралном терену, а у случају неријешеног резултата у регуларном дијелу изводили су се једанаестерци. Првак регије, на крају сезоне игра у баражу са првацима друге двије регије, гдје свако са сваким игра по једну утакмицу, а домаћини се одлучују жријебом. У односу на претходне сезоне, када су се два првопласирана клуба пласирала у Другу лигу, од сезоне 2024/25. формат је промијењен и у Другу лигу се пласира само првопласирани клуб, док другопласирани и трећепласирани играју додатни бараж са осмопласираним и деветопласираним клубом из Друге лиге на крају сезоне 2024/25. гдје се игра по једна утакмица на неутралном терену. У Другој лиги за сезону 2024/25. учествује девет клубова, због чега ниједан не испада директно, а два последњеплансирана играју бараж са првацима регија.
Послије прва два кола из лиге су искључени ОФК Спуж, Зора и Бока јуниорс мне јер нису наступили на двије утакмице својом кривицом. Прве двије утакмице које су они одиграли су биле првобитно регистроване службеним резултатом, али су након искључења клубова поништене, а у свакој наредној коју су требали да играју, њихови противници су слободни. Послије искључења, из Зоре су објавили да су на вријеме доставили термин за одигравање утакмице првог кола против Кариока, али је комисија за такмичење регистровала утакмицу службеним резултатом, након чега их нијесу обавијестили када треба да играју утакмицу другог кола против Оногошта, истичући да им такође није достављен распоред такмичења. На утакмици петог кола у оквиру групе А, Мартин Ђукановић је постигао десет голова у побједи Челика од 16 : 0 против Оногошта, чиме је поставио рекорд по броју голова једног играча на једној утакмици у било којој регији у оквиру Треће лиге. На утакмици између Челика и Забјела у десетом колу, која је означена као дерби прољећног дијела сезоне, присуствовало је око хиљаду навијача. Медији су објавили да на утакмицу нису могли да уђу сви који су хтјели, као и да је на утакмици био европски амбијент. На утакмици 15. кола у оквиру групе А, Црвена стијена је побиједила на гостовању Његош 23 : 1, након чега је Зета у 16. колу побиједила кући Његош 27 : 0, чиме је поставила рекорд Треће лиге у свим регијама. На утакмици је Милош Кркотић постигао 11 голова, чиме је срушио рекорд Ђукановића. На утакмици последњег, 22 кола, Челик је побиједио Његош 39 : 0, чиме је поставио нови рекорд Треће лиге. Утакмица између Олимпика и Челика у 12. колу првобитно је регистрована службеним резултатом 3 : 0 за Олимпико и на крају сезоне је Зета завршила на другом мјесту а Челик на трећем, али је комисија за жалбе одлучила да се утакмица поново одигра. Зета се жалила на одлуку, али је жалба одбијена, Челик је побиједио и завршио је на другом мјесту, са истим бројем бодова као Зета, али са бољим међусобним скором. У полуфиналу је Забјело побиједио Иларион 3 : 0, а Интернационал је побиједио Челик 2 : 1, док је у финалу Интернационал побиједио Забјело 3 : 2 на пенале, након што је утакмица завршена 1 : 1 у регуларном дијелу. Интернационал је тако освојио титулу првака Центра по други пут у историји и пласирао се у бараж за Другу лигу.

## Група А

### Клубови
| Клуб           | Мјесто      | Стадион                      | Капацитет | Позиција у сезони 2023/24. |
| -------------- | ----------- | ---------------------------- | --------- | -------------------------- |
| Забјело        | Подгорица   | Стадион ФК Забјело           | 1.000     | 4                          |
| Зета           | Зета        | Стадион Трешњица             | 4.000     | 1                          |
| Зора           | Даниловград | Стадион ФК Зора              | 3.000     | 9                          |
| Кариоке        | Подгорица   | Помоћни стадион ОФК Титоград |           | 10                         |
| Његош          | Даниловград | Стадион ФК Ком               | 3.000     | —                          |
| Олимпико       | Зета        | Стадион Трешњица             | 4.000     | 12                         |
| Оногошт        | Никшић      | Помоћни стадион ФК Сутјеска  |           | —                          |
| ОФК Спуж       | Даниловград | Стадион ФК Зора              | 3.000     | —                          |
| Стари аеродром | Подгорица   | Помоћни стадион ФК Будућност | 1.000     | —                          |
| Црвена стијена | Подгорица   | Стадион Црвене стијене       | 1.000     | 7                          |
| Челик          | Никшић      | Стадион Жељезаре             | 2.000     | 3                          |

### Резултати
Домаћини су наведени у лијевој колони
|     | Екипа          | 1.     | 2.       | 3.  | 4.     | 5.       | 6.     | 7.       | 8.  | 9.       | 10.    | 11.      |
| --- | -------------- | ------ | -------- | --- | ------ | -------- | ------ | -------- | --- | -------- | ------ | -------- |
| 1.  | Забјело        | XXX    | 2 : 0    | XXX | 5 : 0  | 10 : 0   | 9 : 0  | 8 : 0    | XXX | 4 : 0    | 3 : 0  | 1 : 1    |
| 2.  | Зета           | 2 : 2  | XXX      | XXX | 7 : 0  | 27 : 0   | 13 : 0 | 4 : 1    | XXX | 2 : 1    | 2 : 0  | 1 : 2    |
| 3.  | Зора           | XXX    | XXX      | XXX | XXX    | XXX      | XXX    | XXX      | XXX | XXX      | XXX    | XXX      |
| 4.  | Кариоке        | 1 : 7  | 0 : 7    | XXX | XXX    | 13 : 0   | 3 : 0  | 4 : 2    | XXX | 3 : 2    | 0 : 5  | 0 : 13   |
| 5.  | Његош          | 0 : 17 | 0 : 19   | XXX | 0 : 9  | XXX      | 2 : 6  | 3 : 0 () | XXX | 2 : 13   | 1 : 23 | 0 : 3 () |
| 6.  | Олимпико       | 0 : 14 | 0 : 6    | XXX | 1 : 4  | 10 : 3   | XXX    | 1 : 2    | XXX | 0 : 3 () | 0 : 10 | 0 : 12   |
| 7.  | Оногошт        | 0 : 16 | 0 : 10   | XXX | 1 : 0  | 3 : 0 () | 6 : 1  | XXX      | XXX | 1 : 2    | 0 : 2  | 0 : 11   |
| 8.  | ОФК Спуж       | XXX    | XXX      | XXX | XXX    | XXX      | XXX    | XXX      | XXX | XXX      | XXX    | XXX      |
| 9.  | Стари аеродром | 0 : 4  | 0 : 6    | XXX | 4 : 2  | 15 : 2   | 6 : 0  | 7 : 1    | XXX | XXX      | 1 : 1  | 3 : 2    |
| 10. | Црвена стијена | 2 : 8  | 0 : 3 () | XXX | 1 : 2  | 15 : 0   | 3 : 0  | 10 : 1   | XXX | 3 : 0 () | XXX    | 3 : 2    |
| 11. | Челик          | 1 : 4  | 2 : 0    | XXX | 12 : 1 | 39 : 0   | 17 : 0 | 16 : 0   | XXX | 6 : 2    | 4 : 0  | XXX      |

### Резултати по колима
| 1. коло, 15—17. 9. 2024.  |        |
| Забјело - Његош           | 10 : 0 |
| Челик - Олимпико          | 17 : 0 |
| Зора - Кариоке            | 0 : 3  |
| ОФК Спуж - Црвена стијена | 0 : 3  |
| Стари аеродром - Зета     | 0 : 6  |
| Оногошт је био слободан.  |        |

| 2. коло, 21—22. 9. 2024. |        |
| Црвена стијена - Челик   | 3 : 2  |
| Оногошт - Зора           | 3 : 0  |
| Кариоке - Стари аеродром | 3 : 2  |
| Олимпико - Забјело       | 0 : 14 |
| Зета - ОФК Спуж          | 3 : 0  |
| Његош је био слободан.   |        |

| 3. коло, 29. 9.—2. 10. 2024. |                      |
| Његош - Олимпико             | 2 : 6 (25. 9. 2024.) |
| Забјело - Црвена стијена     | 3 : 0                |
| Челик - Зета                 | 2 : 0                |
| Стари аеродром - Оногошт     | 7 : 1                |
| Кариоке су биле слободне.    |                      |

| 4. коло, 5—6. 10. 2024.         |        |
| Црвена стијена - Његош          | 15 : 0 |
| Кариоке - Челик                 | 0 : 13 |
| Зета - Забјело                  | 2 : 2  |
| Оногошт је био слободан.        |        |
| Стари аеродром је био слободан. |        |
| Олимпико је био слободан.       |        |

| 5. коло, 13. 10. 2024.          |        |
| Његош - Зета                    | 0 : 19 |
| Забјело - Кариоке               | 5 : 0  |
| Челик - Оногошт                 | 16 : 0 |
| Олимпико - Црвена стијена       | 0 : 10 |
| Стари аеродром је био слободан. |        |

| 6. коло, 19—20. 10. 2024.        |        |
| Зета - Олимпико                  | 13 : 0 |
| Кариоке - Његош                  | 13 : 0 |
| Оногошт - Забјело                | 0 : 16 |
| Челик је био слободан.           |        |
| Стари аеродром је био слободан.  |        |
| Црвена стијена је била слободна. |        |

| 7. коло, 26—27. 10. 2024. |       |
| Олимпико - Кариоке        | 1 : 4 |
| Његош - Оногошт           | 3 : 0 |
| Црвена стијена - Зета     | 0 : 3 |
| Челик - Стари аеродром    | 6 : 2 |
| Забјело је било слободно. |       |

| 8. коло, 2—3. 11. 2024.  |       |
| Оногошт - Олимпико       | 6 : 1 |
| Стари аеродром - Забјело | 0 : 4 |
| Кариоке - Црвена стијена | 0 : 5 |
| Челик је био слободан.   |       |
| Његош је био слободан.   |       |
| Зета је била слободна.   |       |

| 9. коло, 9—10. 11. 2024.  |        |
| Зета - Кариоке            | 7 : 0  |
| Његош - Стари аеродром    | 2 : 13 |
| Црвена стијена - Оногошт  | 10 : 1 |
| Олимпико је био слободан. |        |
| Забјело је било слободно. |        |
| Челик је био слободан.    |        |

| 10. коло, 17. 11. 2024.                   |        |
| Стари аеродром - Олимпико (13. 11. 2024.) | 6 : 0  |
| Оногошт - Зета                            | 0 : 10 |
| Челик - Забјело                           | 1 : 4  |
| Црвена стијена је била слободна.          |        |
| Његош је био слободан.                    |        |
| Кариоке су биле слободне.                 |        |

| 11. коло, 24. 11. 2024.         |       |
| Црвена стијена - Стари аеродром | 3 : 0 |
| Кариоке - Оногошт               | 4 : 2 |
| Његош - Челик                   | 0 : 3 |
| Олимпико је био слободан.       |       |
| Зета је била слободна.          |       |
| Забјело је било слободно.       |       |

| 12. коло, 23. 2. 2025.           |        |
| Његош - Забјело                  | 0 : 17 |
| Зета - Стари аеродром            | 2 : 1  |
| Олимпико - Челик (30. 4. 2025)   | 0 : 12 |
| Црвена стијена је била слободна. |        |
| Кариоке су биле слободне.        |        |
| Оногошт је био слободан.         |        |

| 13. коло, 1—2. 3. 2025.  |       |
| Стари аеродром - Кариоке | 4 : 2 |
| Челик - Црвена стијена   | 4 : 0 |
| Забјело - Олимпико       | 9 : 0 |
| Зета је била слободна.   |       |
| Оногошт је био слободан. |       |
| Његош је био слободан.   |       |

| 14. коло, 8—9. 3. 2025.   |        |
| Црвена стијена - Забјело  | 2 : 8  |
| Зета - Челик              | 1 : 2  |
| Оногошт - Стари аеродром  | 1 : 2  |
| Олимпико - Његош          | 10 : 3 |
| Кариоке су биле слободне. |        |

| 15. коло, 16. 3. 2025.      |        |
| Његош - Црвена стијена      | 1 : 23 |
| Забјело - Зета              | 2 : 0  |
| Челик - Кариоке             | 12 : 1 |
| Оногошт је слободан.        |        |
| Стари аеродром је слободан. |        |
| Олимпико је слободан.       |        |

| 16. коло, 21—231. 3. 2025.      |        |
| Оногошт - Челик                 | 0 : 11 |
| Кариоке - Забјело               | 1 : 7  |
| Зета - Његош                    | 27 : 0 |
| Црвена стијена - Олимпико       | 3 : 0  |
| Стари аеродром је био слободан. |        |

| 17. коло, 29. 3.—2. 4. 2025.     |       |
| Забјело - Оногошт                | 8 : 0 |
| Његош - Кариоке                  | 0 : 9 |
| Олимпико - Зета                  | 0 : 6 |
| Челик је слободан.               |       |
| Стари аеродром је био слободан.  |       |
| Црвена стијена је била слободна. |       |

| 18. коло, 5—6. 4. 2025.   |       |
| Кариоке - Олимпико        | 3 : 0 |
| Оногошт - Његош           | 3 : 0 |
| Зета - Црвена стијена     | 2: 0  |
| Стари аеродром - Челик    | 3 : 2 |
| Забјело је било слободно. |       |

| 19. коло, 9. 4. 2025.    |       |
| Забјело - Стари аеродром | 4 : 0 |
| Црвена стијена - Кариоке | 1 : 2 |
| Олимпико - Оногошт       | 1 : 2 |
| Челик је слободан.       |       |
| Његош је био слободан.   |       |
| Зета је била слободна.   |       |

| 20. коло, 13—17. 4. 2025. |        |
| Кариоке - Зета            | 0 : 7  |
| Оногошт - Црвена стијена  | 0 : 2  |
| Стари аеродром - Његош    | 15 : 2 |
| Олимпико је био слободан. |        |
| Забјело је било слободно. |        |
| Челик је био слободан.    |        |

| 21. коло, 19. 4. 2025.           |       |
| Олимпико - Стари аеродром        | 0 : 3 |
| Забјело - Челик                  | 1 : 1 |
| Зета - Оногошт                   | 4 : 1 |
| Црвена стијена је била слободна. |       |
| Његош је био слободан.           |       |
| Кариоке су биле слободне.        |       |

| 22. коло, 26. 4. 2025.          |        |
| Челик - Његош                   | 39 : 0 |
| Стари аеродром - Црвена стијена | 1 : 1  |
| Оногошт - Кариоке               | 1 : 0  |
| Олимпико је био слободан.       |        |
| Зета је била слободна.          |        |
| Забјело је било слободно.       |        |

Легенда:
 Дерби мечеви
- - Службени резултат.

### Табела и статистика
| Мјесто | Екипа          | Играно | Побједа | Неријешено | Изгубио | Дао гол. | При. гол. | Гол-разлика | Бодови | Напомене             |
| ------ | -------------- | ------ | ------- | ---------- | ------- | -------- | --------- | ----------- | ------ | -------------------- |
| 1.     | Забјело        | 16     | 14      | 2          | 0       | 114      | 7         | +107        | 44     | Доигравање за титулу |
| 2.     | Челик          | 16     | 12      | 1          | 3       | 147      | 15        | +128        | 37     | Доигравање за титулу |
| 3.     | Зета           | 16     | 12      | 1          | 3       | 109      | 10        | +99         | 37     |                      |
| 4.     | Црвена стијена | 16     | 9       | 1          | 6       | 78       | 27        | +51         | 28     |                      |
| 5.     | Стари аеродром | 16     | 8       | 1          | 7       | 59       | 39        | +20         | 24     | (-1)                 |
| 6.     | Кариоке        | 16     | 7       | 0          | 9       | 42       | 67        | -25         | 21     |                      |
| 7.     | Оногошт        | 16     | 4       | 0          | 12      | 18       | 95        | -77         | 9      | (-3)                 |
| 8.     | Олимпико       | 16     | 2       | 0          | 13      | 19       | 113       | -94         | 6      |                      |
| 9.     | Његош          | 16     | 1       | 0          | 15      | 13       | 222       | -209        | 0      | (-3)                 |
| 10.    | Зора           | 0      | 0       | 0          | 0       | 0        | 0         | 0           | 0      | Искључени            |
| 11.    | ОФК Спуж       | 0      | 0       | 0          | 0       | 0        | 0         | 0           | 0      | Искључени            |

## Група Б

### Клубови
| Клуб             | Мјесто      | Стадион                           | Капацитет    | Позиција у сезони 2023/24. |
| ---------------- | ----------- | --------------------------------- | ------------ | -------------------------- |
| Балкан иглс      | Тузи        | Стадион ФК Ком                    | 3.000        | —                          |
| Бока јуниорс мне | Подгорица   |                                   |              | —                          |
| Даниловград      | Даниловград | Стадион браће Велашевић           | 2.500        | —                          |
| Дрезга           | Подгорица   | Стадион ФК Дрезга                 | 1.000        | 8                          |
| Иларион          | Зета        | Свети Јован Владимир              | 1.000        | 5                          |
| Интернационал    | Подгорица   | Стадион ФК Ком                    | 3.000        | 9 у Другој лиги            |
| МКМ              | Подгорица   | Помоћни стадион ОФК Титоград      |              | —                          |
| Полет старс      | Никшић      | Стадион под Требјесом             | 1.000        | —                          |
| Рибница          | Подгорица   | Тренинг камп ФСЦГ                 | 1.160        | 11                         |
| ОФК Титоград     | Подгорица   | Стадион ОФК Титоград              | 2.000        | 2                          |
| Фанс јунајтед    | Подгорица   | Стадион ФК Ком, Стадион ФК Дрезга | 3.000, 1.000 | 6                          |

### Резултати
Домаћини су наведени у лијевој колони
|     | Екипа            | 1.    | 2.  | 3.       | 4.    | 5.       | 6.    | 7.    | 8.       | 9.       | 10.   | 11.    |
| --- | ---------------- | ----- | --- | -------- | ----- | -------- | ----- | ----- | -------- | -------- | ----- | ------ |
| 1.  | Балкан иглс      | XXX   | XXX | 9 : 1    | 1 : 1 | 2 : 3    | 0 : 4 | 5 : 2 | 0 : 3 () | 6 : 2    | 4 : 1 | 0 : 2  |
| 2.  | Бока јуниорс мне | XXX   | XXX | XXX      | XXX   | XXX      | XXX   | XXX   | XXX      | XXX      | XXX   | XXX    |
| 3.  | Даниловград      | 2 : 7 | XXX | XXX      | 1 : 8 | 0 : 3 () | 1 : 2 | 4 : 4 | 2 : 3    | 2 : 3    | 2 : 2 | 0 : 11 |
| 4.  | Дрезга           | 1 : 3 | XXX | 3 : 1    | XXX   | 4 : 3    | 0 : 4 | 5 : 3 | 5 : 4    | 3 : 0 () | 4 : 3 | 0 : 3  |
| 5.  | Иларион          | 4 : 0 | XXX | 8 : 2    | 7 : 2 | XXX      | 1 : 3 | 5 : 1 | 7 : 0    | 4 : 0    | 2 : 1 | 4 : 2  |
| 6.  | Интернационал    | 3 : 0 | XXX | 11 : 0   | 8 : 0 | 1 : 1    | XXX   | 6 : 0 | 2 : 0    | 16 : 0   | 4 : 0 | 2 : 1  |
| 7.  | МКМ              | 0 : 7 | XXX | 1 : 5    | 0 : 4 | 0 : 1    | 1 : 5 | XXX   | 4 : 2    | 2 : 2    | 5 : 2 | 0 : 1  |
| 8.  | Полет старс      | 1 : 4 | XXX | 2 : 0    | 1 : 3 | 0 : 3 () | 1 : 4 | 1 : 0 | XXX      | 2 : 0    | 2 : 6 | 0 : 2  |
| 9.  | Рибница          | 0 : 5 | XXX | 3 : 0 () | 2 : 2 | 2 : 6    | 1 : 7 | 1 : 0 | 0 : 3 () | XXX      | 1 : 2 | 1 : 12 |
| 10. | ОФК Титоград     | 2 : 0 | XXX | 3 : 0 () | 3 : 1 | 0 : 3 () | 1 : 3 | 1 : 0 | 1 : 1    | 3 : 2    | XXX   | 2 : 5  |
| 11. | Фанс јунајтед    | 1 : 3 | XXX | 5 : 3    | 6 : 1 | 3 : 3    | 0 : 3 | 3 : 0 | 5 : 1    | 5 : 1    | 0 : 1 | XXX    |

### Резултати по колима
| 1. коло, 14—18. 9. 2024.         |       |
| МКМ - Фанс јунајтед              | 0 : 1 |
| Балкан иглс - Полет старс        | 0 : 3 |
| ОФК Титоград - Иларион           | 0 : 3 |
| Бока јуниорс мне - Интернационал | 0 : 3 |
| Рибница - Даниловград            | 3 : 0 |
| Дрезга је била слободна          |       |

| 2. коло, 21—22. 9. 2024.         |        |
| Дрезга - ОФК Титоград            | 4 : 3  |
| Фанс јунајтед - Бока јуниорс мне | 3 : 0  |
| Иларион - МКМ                    | 5 : 1  |
| Даниловград - Балкан иглс        | 2 : 7  |
| Интернационал - Рибница          | 16 : 0 |
| Полет старс је био слободан      |        |

| 3. коло, 29. 9.—3. 10. 2024. |        |
| Полет старс - Даниловград    | 2 : 0  |
| МКМ - Дрезга                 | 0 : 4  |
| Рибница - Фанс јунајтед      | 1 : 12 |
| Балкан иглс - Интернационал  | 0 : 4  |
| Иларион је био слободан      |        |
| ОФК Титоград је био слободан |        |

| 4. коло, 5—7. 10. 2024.     |       |
| Иларион - Рибница           | 4 : 0 |
| ОФК Титоград - МКМ          | 1 : 0 |
| Интернационал - Полет старс | 2 : 0 |
| Фанс јунајтед - Балкан иглс | 1 : 3 |
| Дрезга је била слободна     |       |
| Даниловград је био слободан |       |

| 5. коло, 12—13. 10. 2024.    |       |
| Балкан иглс - Иларион        | 2 : 3 |
| Полет старс - Фанс јунајтед  | 0 : 2 |
| Рибница - Дрезга             | 2 : 2 |
| Даниловград - Интернационал  | 1 : 2 |
| ОФК Титоград је био слободан |       |
| МКМ је био слободан          |       |

| 6. коло, 19—20. 10. 2024.     |       |
| Иларион - Полет старс         | 7 : 0 |
| Дрезга - Балкан иглс          | 1 : 3 |
| ОФК Титоград - Рибница        | 3 : 2 |
| Фанс јунајтед - Даниловград   | 5 : 3 |
| МКМ је био слободан           |       |
| Интернационал је био слободан |       |

| 7. коло, 26—27. 10. 2024.     |       |
| Даниловград - Иларион         | 0 : 3 |
| Полет старс - Дрезга          | 1 : 3 |
| Балкан иглс - ОФК Титоград    | 4 : 1 |
| Интернационал - Фанс јунајтед | 2 : 1 |
| Рибница - МКМ                 | 1 : 0 |

| 8. коло, 2—3. 11. 2024.       |       |
| Дрезга - Даниловград          | 3 : 1 |
| МКМ - Балкан иглс             | 0 : 7 |
| Иларион - Интернационал       | 1 : 3 |
| ОФК Титоград - Полет старс    | 1 : 1 |
| Рибница је била слободна      |       |
| Фанс јунајтед је био слободан |       |

| 9. коло, 8—11. 11. 2024.    |       |
| Даниловград - ОФК Титоград  | 2 : 2 |
| Полет старс - МКМ           | 1 : 0 |
| Фанс јунајтед - Иларион     | 3 : 3 |
| Интернационал - Дрезга      | 8 : 0 |
| Балкан иглс је био слободан |       |
| Рибница је била слободна    |       |

| 10. коло, 16—18. 11. 2024.   |       |
| ОФК Титоград - Интернационал | 1 : 3 |
| Дрезга - Фанс јунајтед       | 0 : 3 |
| МКМ - Даниловград            | 1 : 5 |
| Рибница - Балкан иглс        | 0 : 5 |
| Полет старс је био слободан  |       |
| Иларион је био слободан      |       |

| 11. коло, 23—24. 11. 2024.   |       |
| Иларион - Дрезга             | 7 : 2 |
| Фанс јунајтед - ОФК Титоград | 0 : 1 |
| Полет старс - Рибница        | 2 : 0 |
| Интернационал - МКМ          | 6 : 0 |
| Даниловград је био слободан  |       |
| Балкан иглс је био слободан  |       |

| 12. коло, 22—23. 2. 2025.     |       |
| Иларион - ОФК Титоград        | 2 : 1 |
| Даниловград - Рибница         | 2 : 3 |
| Полет старс - Балкан иглс     | 1 : 4 |
| Фанс јунајтед - МКМ           | 3 : 0 |
| Интернационал је био слободан |       |
| Дрезга је била слободна       |       |

| 13. коло, 1—2. 3. 2025.       |       |
| ОФК Титоград - Дрезга         | 3 : 1 |
| Рибница - Интернационал       | 1 : 7 |
| МКМ - Иларион                 | 0 : 1 |
| Балкан иглс - Даниловград     | 9 : 1 |
| Фанс јунајтед је био слободан |       |
| Полет старс је био слободан   |       |

| 14. коло, 9—12. 3. 2025.     |       |
| Дрезга - МКМ                 | 5 : 3 |
| Даниловград - Полет старс    | 2 : 3 |
| Интернационал - Балкан иглс  | 3 : 0 |
| Фанс јунајтед - Рибница      | 5 : 1 |
| Иларион је био слободан      |       |
| ОФК Титоград је био слободан |       |

| 15. коло, 15—17. 3. 2025.   |       |
| Полет старс - Интернационал | 1 : 4 |
| МКМ - ОФК Титоград          | 5 : 2 |
| Балкан иглс - Фанс јунајтед | 0 : 2 |
| Рибница - Иларион           | 2 : 6 |
| Дрезга је слободна          |       |
| Даниловград је слободан     |       |

| 16. коло, 22—23. 3. 2025.   |        |
| Дрезга - Рибница            | 3 : 0  |
| Иларион - Балкан иглс       | 4 : 0  |
| Фанс јунајтед - Полет старс | 5 : 1  |
| Интернационал - Даниловград | 11 : 0 |
| ОФК Титоград је слободан    |        |
| МКМ је слободан             |        |

| 17. коло, 29. 3.—1. 4. 2025. |        |
| Полет старс - Иларион        | 0 : 3  |
| Балкан иглс - Дрезга         | 1 : 1  |
| Даниловград - Фанс јунајтед  | 0 : 11 |
| Рибница - ОФК Титоград       | 1 : 2  |
| МКМ је слободан              |        |
| Интернационал је слободан    |        |

| 18. коло, 5—7. 4. 2025.       |       |
| Иларион - Даниловград         | 8 : 2 |
| Дрезга - Полет старс          | 5 : 4 |
| МКМ - Рибница                 | 2 : 2 |
| Фанс јунајтед - Интернационал | 0 : 3 |
| ОФК Титоград - Балкан иглс    | 2 : 0 |

| 19. коло, 9—10. 4. 2025.      |       |
| Даниловград - Дрезга          | 1 : 8 |
| Полет старс - ОФК Титоград    | 2 : 6 |
| Балкан иглс - МКМ             | 5 : 2 |
| Интернационал - Иларион       | 1 : 1 |
| Рибница је била слободна      |       |
| Фанс јунајтед је био слободан |       |

| 20. коло, 12—13. 4. 2025.   |       |
| ОФК Титоград - Даниловград  | 3 : 0 |
| МКМ - Полет старс           | 4 : 2 |
| Дрезга - Интернационал      | 0 : 4 |
| Иларион - Фанс јунајтед     | 4 : 2 |
| Балкан иглс је био слободан |       |
| Рибница је била слободна    |       |

| 21. коло, 17—19. 4. 2025.    |       |
| Фанс јунајтед - Дрезга       | 6 : 1 |
| Интернационал - ОФК Титоград | 4 : 0 |
| Даниловград - МКМ            | 4 : 4 |
| Балкан иглс - Рибница        | 6 : 2 |
| Полет старс је био слободан  |       |
| Иларион је био слободан      |       |

| 22. коло, 26. 4—1. 5. 2025.  |       |
| ОФК Титоград - Фанс јунајтед | 2 : 5 |
| Дрезга - Иларион             | 4 : 3 |
| МКМ - Интернационал          | 1 : 5 |
| Рибница - Полет старс        | 0 : 3 |
| Даниловград је био слободан  |       |
| Балкан иглс је био слободан  |       |

Легенда:
 Дерби мечеви
- - Службени резултат.

### Табела и статистика
| Мјесто | Екипа            | Играно | Побједа | Неријешено | Изгубио | Дао гол. | При. гол. | Гол-разлика | Бодови | Напомене             |
| ------ | ---------------- | ------ | ------- | ---------- | ------- | -------- | --------- | ----------- | ------ | -------------------- |
| 1.     | Интернационал    | 18     | 17      | 1          | 0       | 88       | 8         | +80         | 52     | Доигравање за титулу |
| 2.     | Иларион          | 18     | 14      | 2          | 2       | 68       | 23        | +45         | 44     | Доигравање за титулу |
| 3.     | Фанс јунајтед    | 18     | 12      | 1          | 5       | 67       | 25        | +42         | 37     |                      |
| 4.     | Балкан иглс      | 18     | 10      | 1          | 7       | 56       | 33        | +23         | 31     |                      |
| 5.     | Дрезга           | 18     | 9       | 2          | 7       | 47       | 53        | -6          | 29     |                      |
| 6.     | ОФК Титоград     | 18     | 8       | 2          | 8       | 34       | 39        | -5          | 25     | (-1)                 |
| 7.     | Полет старс      | 18     | 6       | 1          | 11      | 27       | 48        | -21         | 18     | (-1)                 |
| 8.     | МКМ              | 18     | 2       | 2          | 14      | 23       | 60        | -37         | 8      |                      |
| 9.     | Рибница          | 18     | 3       | 2          | 13      | 21       | 80        | -59         | 7      | (-4)                 |
| 10.    | Даниловград      | 18     | 1       | 2          | 15      | 26       | 88        | -62         | 3      | (-2)                 |
| 11.    | Бока јуниорс мне | 0      | 0       | 0          | 0       | 0        | 0         | 0           | 0      | Искључена            |

## Доигравање за титулу
Након завршетка такмичења по групама, двије првопласиране екипе из обје групе играју доигравање за првака, првопласирани из групе А игра против другопласираног из групе Б, а првопласирани из групе Б против другопласираног из групе А. Игра се по једна утакмица, а домаћини су првопласиране екипе из група А и Б. Уколико се утакмице заврше неријешено у регуларном дијелу изводе се једанаестерци. У финалу се такође игра једна утакмица на неутралном терену, а у случају да се заврши неријешено у регуларном дијелу изводе се једанаестерци.

### Полуфинале
| Забјело                                                          | 3 : 0 | Иларион |
| ---------------------------------------------------------------- | ----- | ------- |
| Андрија Глушчевић 42’ · Андрија Глушчевић 69’ · Дени Пиранић 90’ |       |         |

| Интернационал                    | 2 : 1 | Челик               |
| -------------------------------- | ----- | ------------------- |
| Томо Шоћ 51’ · Ервин Ћоровић 88’ |       | Божо Марковић 45+2’ |

### Финале
| Забјело                                                                         | 1 : 1 | Интернационал                                                               |
| ------------------------------------------------------------------------------- | ----- | --------------------------------------------------------------------------- |
| Милош Драгаш 4’                                                                 |       | Адил Аџовић 29’                                                             |
| Пенали                                                                          |       |                                                                             |
| Андрија Глушчевић · Адил Аџовић · Мирко Раичевић · Мило Ћетковић · Борис Дошљак | 2 : 3 | Амар Метхаџовић · Томо Шоћ · Ђорђе Мујовић · Ервин Ћоровић · Стефан Дајевић |

| Г               | 71 | Ријад Џафић       |       |     |
| О               | 2  | Данило Дракић     |       | 91’ |
| О               | 15 | Лука Петричевић   |       |     |
| О               | 4  | Емир Спахић       | 45+2’ |     |
| О               | 44 | Јанко Дедић       |       |     |
| С               | 6  | Алдин Мурадбашић  |       | 88’ |
| С               | 7  | Милош Кнежевић    |       | 54’ |
| С               | 8  | Дени Пиранић (к)  |       | 34’ |
| Н               | 9  | Андрија Глушчевић |       |     |
| Н               | 27 | Адил Аџовић       |       |     |
| Н               | 49 | Борис Дошљак      |       |     |
| Измјене:        |    |                   |       |     |
| О               | 3  | Мило Ћетковић     |       | 88’ |
| Н               | 10 | Мирко Раичевић    |       | 54’ |
| С               | 21 | Данило Вујовић    |       | 34’ |
| Тренер:         |    |                   |       |     |
| Игор Бурзановић |    |                   |       |     |

| Г               | 1  | Милован Вујисић   |       |
| О               | 20 | Стефан Дајевић    |       |
| О               | 28 | Дамјан Ковачевић  |       |
| О               | 52 | Милош Радуловић   | 10’   |
| О               | 14 | Милош Драгаш      |       |
| С               | 10 | Бојан Јањушевић   |       |
| С               | 5  | Ристо Пејовић     | 75’   |
| С               | 19 | Ервин Ћоровић     |       |
| С               | 8  | Ђорђе Мујовић (к) |       |
| Н               | 17 | Амар Метхаџовић   |       |
| Н               | 11 | Томо Шоћ          | 45+3’ |
| Измјене:        |    |                   |       |
| Тренер:         |    |                   |       |
| Зоран Трипковић |    |                   |       |

| Првак Треће лиге Црне Горе — Центар |
| ----------------------------------- |
| Интернационал 2. Титула             |